# AN/FSQ-7
AN/FSQ-7 Combat Direction Central (абревіатура походить від англ. Army-Navy / Fixed Special eQuipment) — комп'ютеризована система керування повітряною і ракетною зброєю часів холодної війни, що використовувалася Повітряними силами США у складі мережі SAGE (англ. Semi-Automatic Ground Environment).
За своїми фізичними розмірами була найбільшою комп'ютерною системою, збудованою будь-коли: кожна з 24 машин важила близько 250 тон і налічувала приблизно 60000 електронних ламп (з них 49000 власне у комп'ютері).:9. Споживана потужність однієї системи складала близько 3 мегават, а швидкодія — приблизно 75000 операцій за секунду.
Встановлені машини дублювалися для підвищення надійності: у кожен момент часу один комп'ютер був активним, інший — у режимі очікування. З метою мінімізації часу перемикання резервний комп'ютер копіював дані з основного. Власне перемикання (планове) траплялося щодня, при цьому комп'ютери мінялися ролями.:179–181
Комп'ютер AN/FSQ-7 здійснював обчислення однієї або кількох точок перехоплення, на основі чого приймалося рішення про надсилання літака або ракет CIM-10 Bomarc для перехоплення цілі. Використовувався алгоритм ATABE (англ. Automatic Target and Battery Evaluation).
У комп'ютері була спеціальна кнопка, призначена для запуску ракети Bomarc; додатковий алгоритм автоматично здійснював ведення ракети протягом її підйому (до виходу на балістичну траєкторію). У верхній точці, при переході ракети до надзвукового польоту до цілі, керування передавалося «системі пошуку цілі» (англ. missile seeker system).:30–33 Пізніші вдосконалення дозволили передавати інформацію з комп'ютера безпосередньо на автопілоти літаків, використовуючи підсистему SAGE під назвою Ground to Air Data Link Subsystem.

## Апаратура

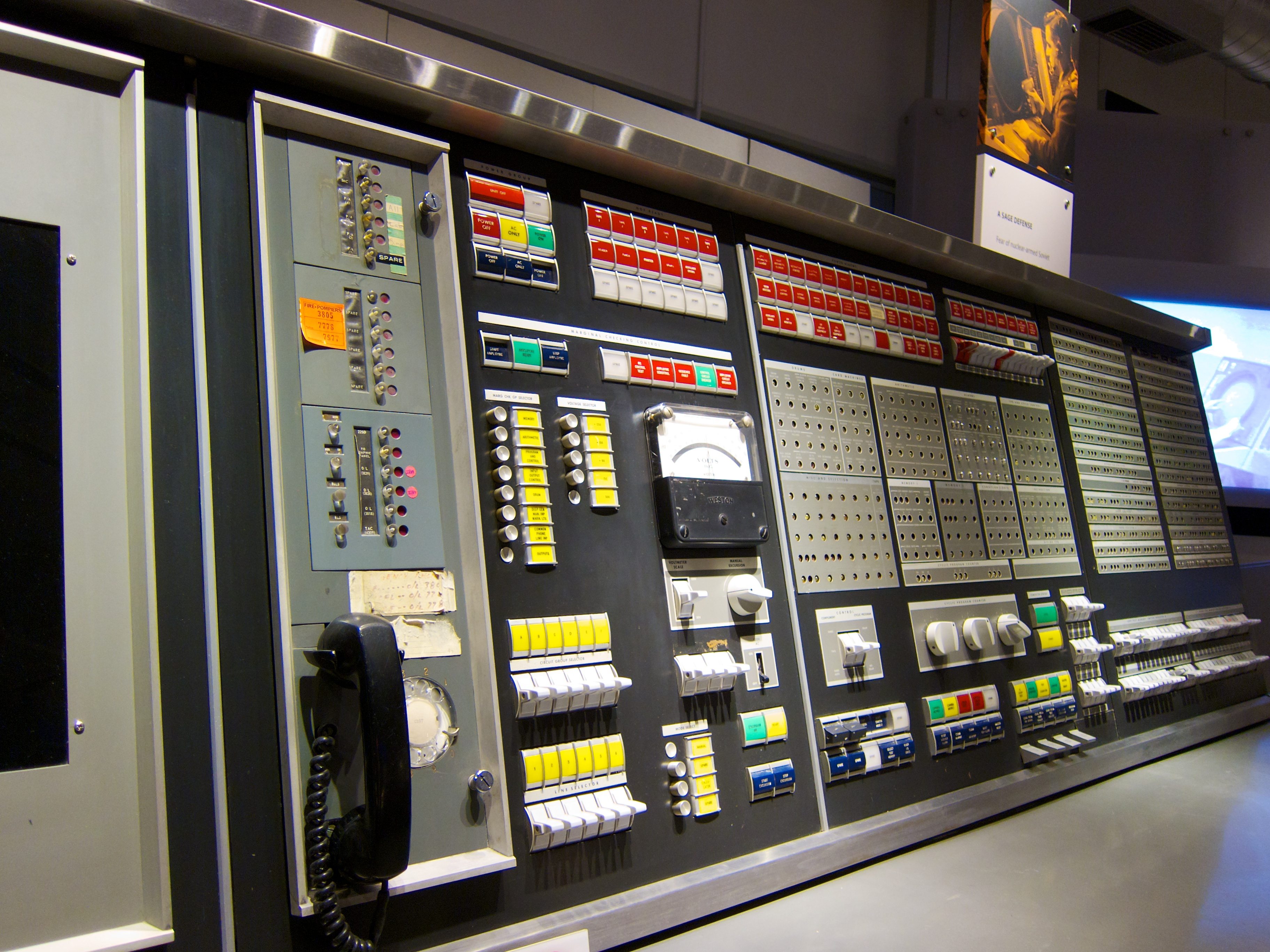
Консоль оператора

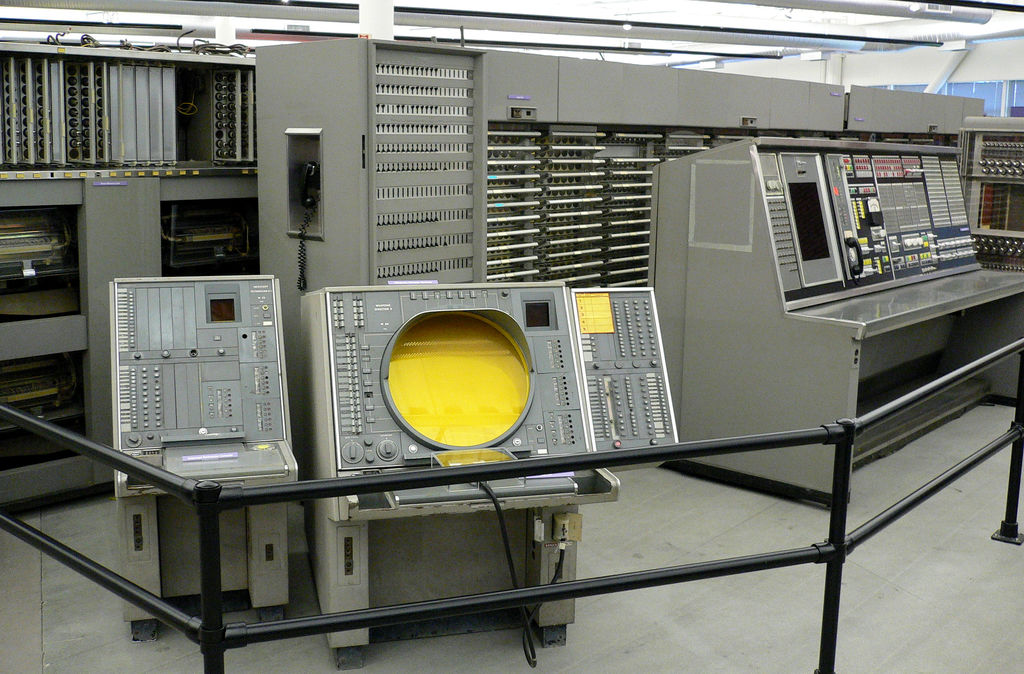
Обладнання комп'ютера у Музеї комп'ютерної історії

MIT обрав компанію IBM як головного підрядника у проектуванні і виготовленні необхідної апаратури.
Кожен з двох однакових комп'ютерів у системі AN/FSQ-7 містив арифметичний блок, феритову пам'ять, блок декодування інструкцій, модуль службового керування, блок керування вводом/виводом, а також Program elements.[що це?]
Серед пристроїв вводу-виводу були наступні:
- Перфоратор IBM 723 і зчитувач перфокарт IBM 713
- Рядковий принтер IBM 718 (64 символи на рядок)
- Додаткова пам'ять на магнітному барабані (50 «полів» по 2048 слів у кожному)
- Накопичувачі на магнітній стрічці IBM 728 (32-розрядні слова)
- Пристрій введення XTL (англ. Crosstelling Input), для введення інформації з інших інсталяцій AN/FSQ[11]
- Апаратура індикації і виведення (англ. Display and Warning Light System), що складалася з десятків консолей у різних кімнатах; консолі мали різноманітні лампочки і електронно-променеві трубки для відображення аналогової і цифрової інформації, численні клавіші і перемикачі, а також схеми підтримки світлового пера. Зокрема, були наступні види консолей:
  - Дві дуплексних консолі (англ. Duplex Maintenance Console, DMC), по одній для кожного комп'ютера;[12]
  - Консолі відображення радарної інформації (англ. Tracker Initiator Consoles)[13]
  - Цифровий дисплей командного посту (англ. Command Post Digital Display Desk)[14]:149
  - Консоль головного керівника станції (англ. Senior Director's keyed console), на якому розташовувалася кнопка запуску ракети Bomarc[7]
  - Консоль монітора LRI (англ. Long Range Radar Indicator)[11]
  - Апаратура відеопроектора (англ. Large Board Projection Equipment)[15][4]

Дані з перфокарт передавалися до феритової пам'яті у двійковому вигляді. Для кожного рядка перфокарти з 80 розрядів передавалися лише 64 розряди праворуч, що складало два 32-розрядних слова. Вісім лівих розрядів при потребі могли перфоруватися спеціальною інструкцією. Такий самий формат використовувався і для передавання даних на лінійний принтер.:125

### Феритова пам'ять
Машини FSQ-7 і FSQ-8 мали феритову пам'ять з 32-розрядними словами, плюс біт парності, цикл доступу тривав 6 мікросекунд. Обидві машини мали два банки пам'яті, «memory 1» і «memory 2» (неформально називалися також Big Mem і Little Mem). Перший блок на AN/FSQ-7 містив 65536 слів, а другий — 4096, у FSQ-8 обидва банки мали обсяг 4096 слів.
Кожне слово ділилося на дві половини, 15 біт використовувалося для значення, і один біт — для знака. Арифметичні операції здійснювалися одночасно на обох половинах. Кожне число представлялося як значення між -1 і 1, таким чином унеможливлювалося переповнення при множенні. Переведення більших чисел у даний діапазон було повністю на відповідальності програміста.

### Команди і регістри процесора
Для адреси використовувалася права половина 32-розрядного слова, плюс один біт зліва; таким чином адресний простір був 17-розрядним. Решта розрядів у лівому напівслові кодували операцію процесора. Перші три розряди після знакового розряду кодували індексний регістр, наступні біти — клас інструкції, варіацію класу і додаткову інформацію (залежала від власне інструкції). Адреси записувалися у вісімковій нотації.
Процесор мав регістр A (акумулятор, містив слово, зчитане з пам'яті) і регістр B, у який записувалися молодші біти результату множення, або магнітуда ділення, або біти зсуву. Був також лічильник команд, чотири індексних регістри і 16-розрядний регістр реального часу, що автоматично інкрементувався 32 рази на секунду.:27
Тригонометричні функції (синус, косинус) мали точність 1,4 градуси (256 можливих значень) і були реалізовані табличним способом.:67